# Хайретдинов, Ринат Магафурович
Рина́т Магафу́рович Хайретди́нов (баш. Ринат Мәғәфүр улы Хәйретдинов, 19 января 1950 года — 5 сентября 1990 года), более известный под псевдонимом Ринат Хайри — татарский и башкирский поэт, прозаик и публицист. Лауреат республиканской молодёжной премии имени Галимова Саляма. Член Союза писателей СССР (1986).

## Биография
Хайретдинов Ринат Магафурович (Ринат Хайри) родился 19 января 1950 года в деревне Урметово Илишевского района Башкирской АССР в семье колхозника.
Учился в 8-летней школе в с. Урметово, потом средней школе ВЯСШ № 1, которую окончил в 1967 году с отличием.
По окончании школы работал директором Урметовского сельского дома культуры, затем сотрудником Илишевской районной газеты «МАЯК».
В 1969 году поступил и в 1974 году окончил филологический факультет Башкирского государственного университета (ныне Уфимский университет науки и технологий). Писать стихи начал в студенческие годы. С народными поэтами Башкортостана, Ангамом Атнабаевым, Маратом Каримовым и др. он ездил по районам БАССР, читая свои стихи.
После окончания в 1974 году БГУ (ныне Уфимский университет науки и технологий), работал директором Тупеевской восьмилетней школы. С 1974 года и до конца жизни работал заведующим отдела писем в редакции газеты «МАЯК», одновременно сотрудничал с республиканскими изданиями «Кызыл тан», «Башкортостан», «Хэнэк».
В 1980 году Ринат Хайри организовал литературное объединение «Ляйсан».
Хайретдинов Ринат Магафурович скончался 5 сентября 1990 года.

## Награды и звания
Премия имени Галимова Саляма — за поэму «Ҡорбан» («Жертва») и сборник стихов «Эҙләйем һине» («Поиск»).

## Произведения
- «Әле яҙ башы ғына» («Начало весны», 1983)
- «Мине уйынсыҡтарым» («Мои игрушки», 1986)
- «Хәрефтәр парады» («Парад букв», 1988)
- «Эҙләйем һине» («Поиск», 1990)
- «Ҡанаттар ҡайҙа үҫә» («Где растут крылья?» 1993),
- «Әйтелмәгән васыят» («Невысказанное завещание», 1995)
- «Мин үҙем йәшен инем» («Яркой молнией я был», 2000)
- «Уҡырға өйрәнәбеҙ» («Учимся читать», 2002).
- «Волшебный сундучок» («Тылсымлы һандыҡ»).(2010)

## Память
В деревне Урмет Республики Башкортостан и в здании редакции районной газеты “Маяк” в 2010 году открыт музей поэта.